# Dialekt wysokofrankoński

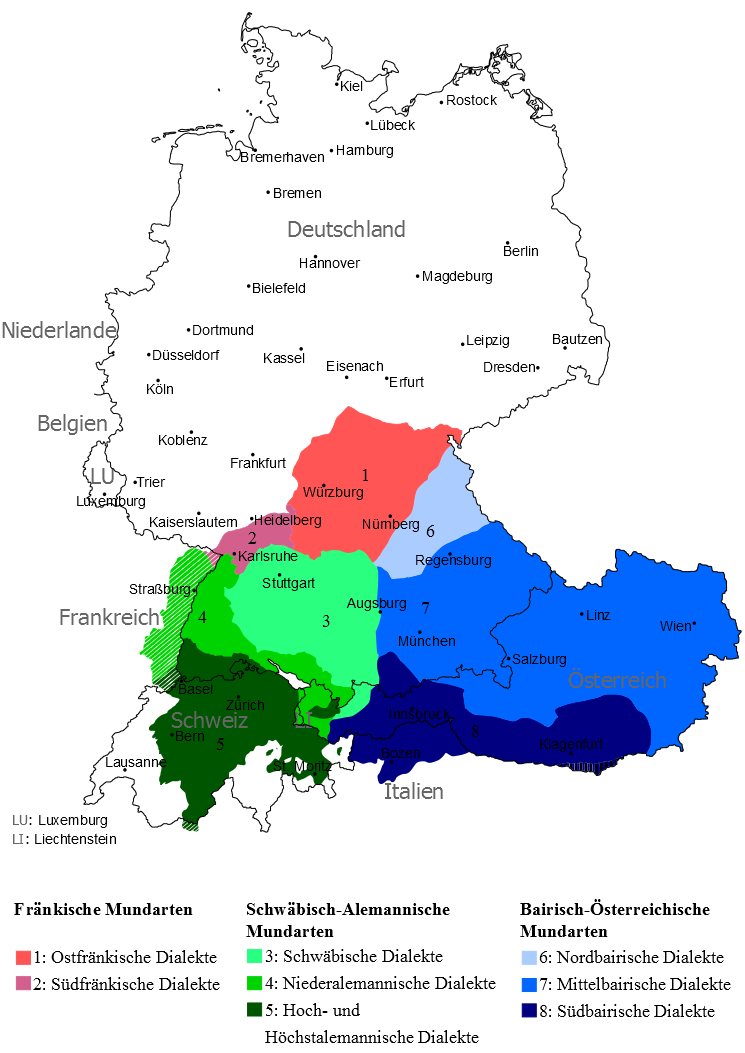
Dialekt wysokofrankoński na tle dialektów górnoniemieckich (odcienie purpury)

Dialekt wysokofrankoński – jeden z trzech dialektów górnoniemieckich, będący jednocześnie dialektem przejściowym ze środkowoniemieckimi.
Obszar występowania dialektu obejmuje okolice Norymbergi, Würzburgu i Heidelbergu.
Dialekt ten dzieli się na dwa zespoły gwarowe:
- gwary wschodniofrankońskie (na wschodzie obszaru)
- gwary południowofrankońskie (na zachodzie obszaru)